# Васильев, Николай Владимирович
Васильев Николай Владимирович (16 января 1930, Никита (Крым) — 15 февраля 2001, Харьков) — советский учёный в области медицины. Действительный член Академии медицинских наук СССР.

## Биография

Мемориальная
доска Н. В. Васильеву в Томске на здании НИИ онкологии

Родился в Крыму, в посёлке Никита 16 января 1930 года. Его родители, выпускники Томского государственного университета, Владимир Феофилактович Васильев (1900 — 1950-е) и Любовь Николаевна Березнеговская (1906—1995) работали научными сотрудниками в Никитском ботаническом саду.
В 1932 году Васильевы переехали в Воронеж, где с 1938 года Николай Васильев учился в средней школе № 61. В 1942 году семья была эвакуирована в Сибирь, сначала в Алтайский край, а затем в Томск.
В Томске в 1947 году он окончил с серебряной медалью среднюю школу № 43 и поступил на лечебный факультет Томского медицинского института (ТМИ). Получал стипендию имени И. В. Сталина и, окончив институт в 1953 году с отличием по специальности «лечебное дело» с квалификацией «врач», поступил в аспирантуру.
С 1956 года — ассистент кафедры микробиологии ТМИ. В 1959 году защитил кандидатскую диссертацию, а в 1968 — докторскую. Был с 1963 года доцентом, с 1970 года — профессором кафедры микробиологии; с 1976 по 1986 год заведовал кафедрой микробиологии с вирусологией и иммунологией (с 1979 г. — по совместительству). Время его заведования стало самым «урожайным» за всю послевоенную историю кафедры: сотрудниками кафедры было опубликовано 26 монографий, 11 сборников трудов, 7 методических рекомендаций и указаний, более 800 научных статей. Под руководством Н. В. Васильева было выполнено 14 докторских и более 100 кандидатских диссертаций.
В 1978 году Н. В. Васильев был избран членом-корреспондентом Академии медицинских наук СССР, в 1980 году — действительным членом АМН СССР.
С 1979 года, с момента открытия, Н. В. Васильев был заместителем директора по науке НИИ онкологии Сибирского филиала Всесоюзного онкологического научного центра АМН СССР (Томск) (ныне — НИИ онкологии ТНЦ СО РАМН) и научным руководителем лаборатории онкоиммунологии в этом учреждении. После 2001 года здесь проводятся ежегодные конференции имени академика Н. В. Васильева. С 1986 по 1992 год Васильев — заведующий кафедрой клинической иммунологии и аллергологии СибГМУ.
Среди его увлечений – изучение экологических последствий Тунгусской катастрофы 1908 года. Один из основателей КСЭ; участник экспедиций КСЭ с 1959 года; в составе томской группы учёных КСЭ «Тунгусский метеорит» с 1963 года несколько десятилетий занимался вопросами изучения Тунгусского метеорита. Он был одним из организаторов и несколько лет — заместителем директора по науке природного заповедника «Тунгуский». Под редакцией Васильева вышло 10 тематических сборников, посвященных проблеме Тунгусского метеорита, проведён ряд международных научных форумов (Москва, Болонья, Красноярск). Автор многочисленных научных публикаций, посвященных проблеме Тунгусского метеорита. Автор книги «Тунгусский метеорит. Космический феномен лета 1908 года». Был одним из организаторов Государственного природного заповедника «Тунгусский» (1995).
Член Томского отдела Географического общества СССР с 1960 года. Заместитель председателя Комиссии по метеоритам и космической пыли Сибирского отделени АН СССР с 1963 года, председатель Томского отделения ВАГО с 1967 года.
С 1992 года Н. В. Васильев жил в Харькове, где с 1992 по 2001 год работал заместителем директора по науке Харьковского НИИ микробиологии имени И. И. Мечникова.
Н. В. Васильев — академик Российской академии естественных наук, Экологической академии Украины, член Нью-йоркской академии наук, Заслуженный деятель науки и техники Украины. 
Умер 15 февраля 2001 года в Харькове.

## Научная деятельность
В медицинских исследованиях он работал в трёх основных направлениях: иммунные аспекты взаимодействия человека с окружающей средой, изучение медицинских проблем адаптации населения к изменениям внешней среды и изучение проблем космобиологических связей человечества, рассматриваемых в русле идей В. И. Вернадского. Итогом систематического сопоставления биомедицинских последствий ядерных катастроф (Чернобыль, Алтай — Семипалатинск, Заполярье, Южный Урал) явилась коллективная монография «Социальные и медицинские последствия ядерных катастроф» (Киев, 1998 г.).
По инициативе Васильева в составе НИИ онкологии ТНЦ РАМН в 1985 году организована лаборатория экспериментального биомоделирования, в ТМИ открыта одна из первых в стране кафедра клинической иммунологии и аллергологии (1986 год), сформирован экспериментальный отдел НИИ онкологии в составе лаборатории онкоиммунологии, онковирусологии, радиобиологии, где изучалось действие лазерного излучения на канцерогенез, сверхслабое свечение биологических объектов. С 1974 года — руководитель и координатор программы «Город», входящей в раздел «Человек и биосфера» международной программы ЮНЕСКО, программы «Семипалатинский полигон», программы по использованию космической видеоинформации в онкогигиенических исследованиях. Один из организаторов медико-биологического факультета ТМИ, одного из первых в СССР (1975 год). Автор 610 работ, в том числе 39 монографий, атласов и руководств, 34 работы Васильева опубликовано за рубежом. Васильев имеет 2 патента и авторское свидетельство. Создатель томской научной школы иммунологов. В 1963—1992 годах — заместитель, затем председатель правления Томского отделения Всесоюзного общества микробиологов и Томского отделения Всесоюзного общества иммунологов, член правлений Всесоюзного общества микробиологов и Всесоюзного общества иммунологов. Входил в состав ряда координационных советов и комиссий Минздрава РСФСР и Сибирского филиала АМН СССР, был заместителем председателя Координационного совета по иммунологии и иммунопатологии Сибирского филиала АМН СССР. Был членом редколлегий журнала «Вопросы онкологии», «Бюллетень СО РАМН».

## Память
Именем М. В. Васильева названа малая планета 6483 Николай Васильев, открытая Европейской Южной обсерваторией.